# Gyldendal Norsk Forlag

Gyldendals logo.

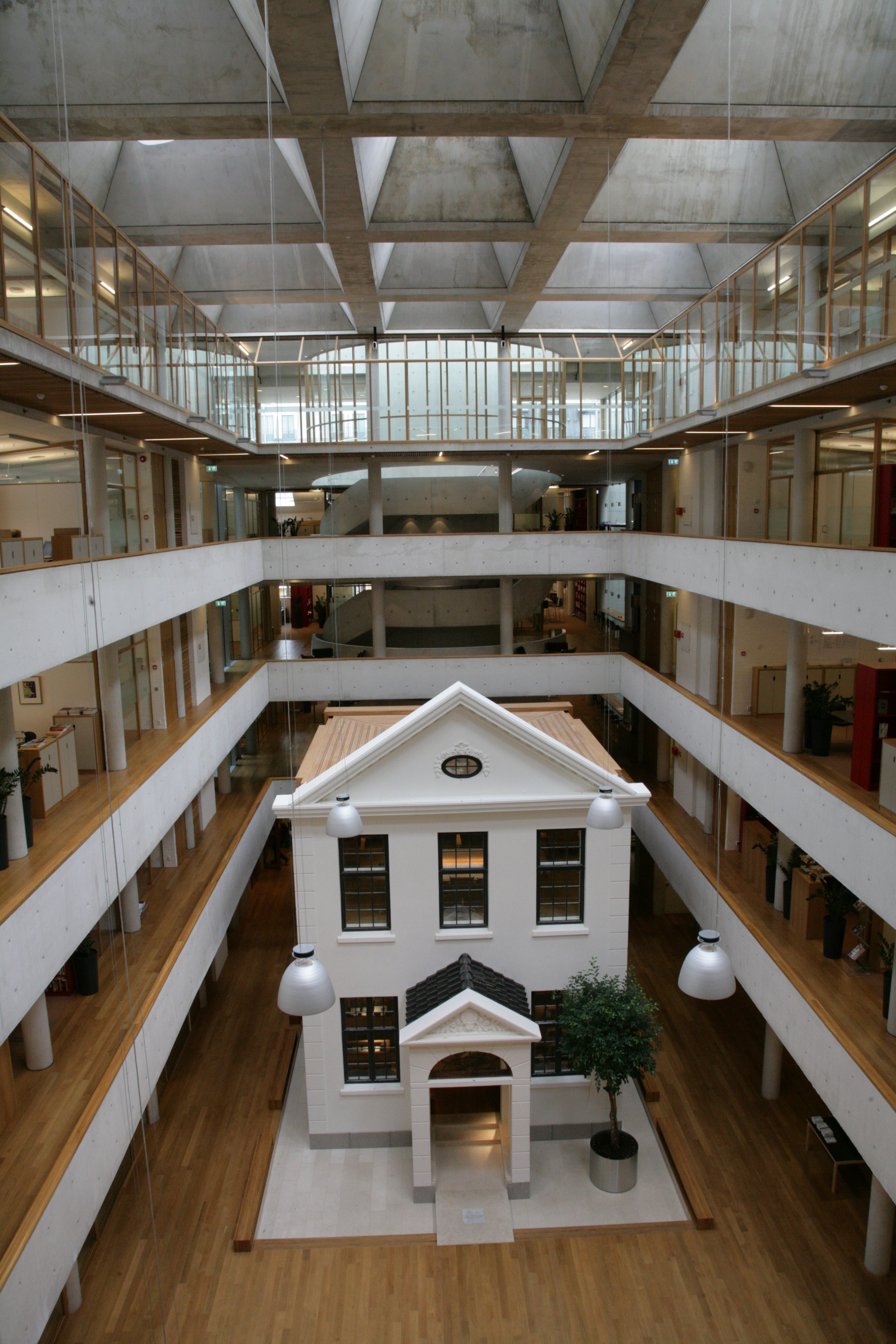
Danskehuset i Ibsen-hallen i Gyldendalhuset i Oslo.

Gyldendal Norsk Forlag är ett av Norges största bokförlag med omfattande utgivning av norsk och utländsk skönlitteratur, facklitteratur, skolböcker och barn- och ungdomslitteratur.
Förlaget bildades 1925 när ett nybildat aktiebolag övertog det danska förlaget Gyldendals norska avdelning. Detta innebar att utgivningen av författare som Bjørnstjerne Bjørnson, Henrik Ibsen och Alexander Kielland överfördes till ett norskt förlag. Förlagets första direktör var Harald Grieg som innehade positionen fram till 1970.
Förlaget utdelar årligen de litterära priserna Gyldendalpriset och Sult-priset  oberoende av vilket förlag författarna är knutna till.